# 고성 왕곡마을
고성 왕곡마을(高城 旺谷마을)은 대한민국 강원특별자치도 고성군 죽왕면에 있는 조선시대의 전통 한옥마을이다. 2000년 1월 7일 대한민국의 국가민속문화재 제235호로 지정되었다.

## 개요
동해안의 수려한 자연환경 속에 자리한 전통 한옥마을로, 14세기 경부터 강릉 함씨와 강릉 최씨, 용궁 김씨 등이 모여 사는 집성촌이다. 고려 말에 함부열이 조선의 건국에 반대하여 은거한데서 비롯되며, 임진왜란으로 폐허화된 후 150여년에 걸쳐 형성된 마을이다. 함씨·최씨·진씨가 주를 이루고 이밖에 이씨·박씨·김씨·한씨·윤씨 등이 살고 있다.
19세기를 전후하여 지어진 기와집들은 모두 강원도 북부지방에서만 볼 수 있는 양통집이다. 이는 긴겨울의 추위를 견디기 위한 구조로, 특히 부엌 앞 처마에 외양간이 있는 것이 특징이다. 이 집들은 원래의 모습대로 잘 보존되어 오고 있으며, 자연경관 전통주택·농업위주의 생활 등이 오랜 세월 동안 마을 전체에 잘 지켜져 오고 있어 전통 민속마을로 의미가 있다.

## 영화 촬영
- 2016년에 개봉한 영화 《동주》는 영화의 20%가량을 고성 왕곡마을에서 촬영했다. 이준익 감독은 “50여 채 남은 고성 왕곡마을의 북방식 한옥은 윤동주 시인의 생가가 있는 북간도 용정을 표현하기에 최적이었다”고 밝혔다.[1]

## 참고 자료
- 고성 왕곡마을 - 국가유산청 국가유산포털